# Os Três Moraes
Os 3 Morais foi um grupo musical brasileiro formado pelos irmãos Jane Vicentina do Espírito Santo, Sidney do Espírito Santo e Roberto do Espírito Santo. 
O grupo fez sucesso nos anos 60, e começou em 1963, gravando jingles para comerciais.
Inspirados nos Swingle Singers, Os  3 Morais,  começaram apresentando vocal em scat's  ( cantar sem letra), com harmonias  e balanço de Bossa Nova. 
Foi considerado o Trio mais afinado e moderno do Brasil.
Participaram de shows e programas de Tv ao lado  de Baden  Powell, Chico Buarque de Holanda, Egberto Gismonti, Elis Regina entre outros.
Participaram da gravação do 2º Album de Chico Buarque de Holanda , nas músicas "Com Acucar com Afeto " ,  "Noite dos Mascarados "  e "Hoje o Samba Saiu".
Os 3 Morais  participou de vários festivais de Música ex.: em 1968  do FIC, com a musica 'O Sonho' de Egberto Gismonti - 1969, IV Festival Internacional da Canção, com a canção "Passo Hoje", de Francisco Lessa e José Antonio Castelo.
Em 1970, Jane se casou com Herondy Bueno (formando a dupla Jane e Herondy), e o grupo trouxe a cantora Vera Lúcia e depois a cantora Rosana.
Os 3 Morais gravaram ao todo 4 LPs, sendo 3 com Jane e 1 com Vera e  1 com Rosana;
Em 1997, o grupo, com a formação original, participou do espetáculo Parabéns Música Popular Brasileira, na casa noturna A Baiúca (São Paulo), interpretando Paulinho Nogueira, Tom Jobim, Egberto Gismonti e Milton Nascimento, entre outros.